# Mairie du 3e arrondissement de Paris

Logo de la mairie de Paris Centre.

La mairie du 3e arrondissement de Paris est le bâtiment qui, après avoir hébergé les services municipaux du 3e arrondissement de Paris, accueille depuis 2020 ceux du 1er secteur de Paris.

## Situation et accès
La mairie du 3e arrondissement est située au no 2 rue Eugène-Spuller à Paris, face au square du Temple.

## Historique

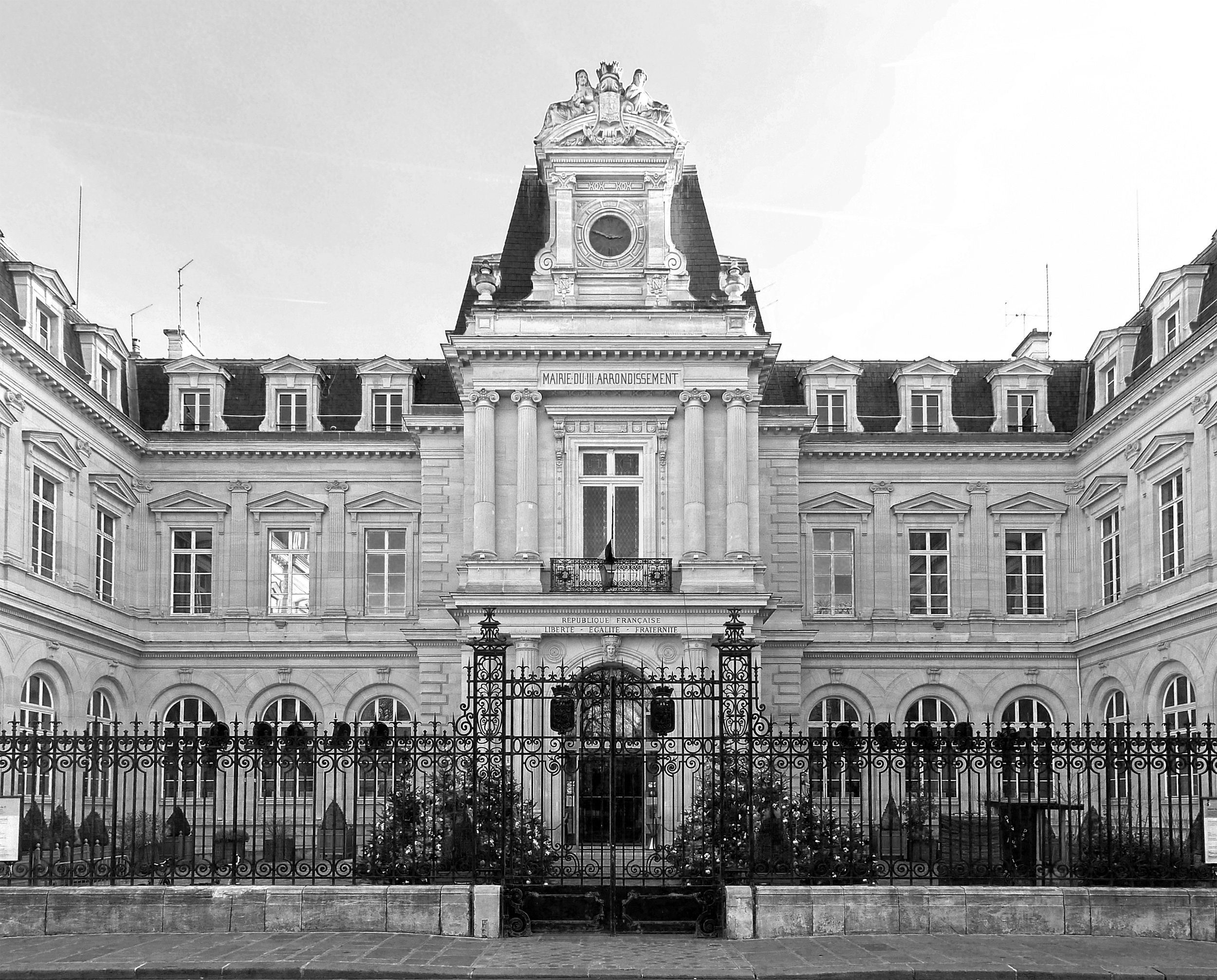
Mairie du 3e arrondissement vue de face (2015).

Le bâtiment est construit entre 1864 et 1867, à l'emplacement de la tour du Temple, démolie en 1808, puis d’un établissement de bains et lavoir à bon marché établi par la municipalité en 1854. Il a été conçu par l'architecte Victor Calliat et achevé par Eugène-Alexandre Chat. De style néo-Renaissance, il adopte un plan en forme de « H ». Son fronton est décoré d'un blason flanqué des figures du Commerce et de L'Industrie sculptées en 1866 par Ernest Pasca. Commandées en 1883 à Diogène Maillart, les fresques La Parure de la Femme orne le plafond du salon d'attente, et La Ville instruisant ses enfants orne celui de l'escalier d'honneur. La salle des mariages conserve une allégorie de La Loi peinte en 1893 par Achille Sirouy.
Le livre d’or municipal ayant disparu (le seul à Paris), l'établissement d'une liste des morts de la Première Guerre mondiale liés à l'arrondissement est rendu compliqué.
Une rénovation de la mairie est entreprise à partir de février 2017. En 2018, la rue Eugène Spuller est transformée pour former un parvis devant le bâtiment, en supprimant la différence de niveau entre la chaussée et le trottoir. 

## Organisation politique

### Maires
| Portrait | Nom                                                | Début du mandat | Fin du mandat   | Parti politique                  | Notes                   |
| -------- | -------------------------------------------------- | --------------- | --------------- | -------------------------------- | ----------------------- |
|          | Jacques Dominati (11 mars 1927 - 8 septembre 2016) | 13 mars 1983    | 18 juin 1995    | Rassemblement pour la République | Réélu à deux reprises.  |
|          | Pierre Aidenbaum (3 mai 1942 - )                   | 18 juin 1995    | 11 juillet 2020 | Parti socialiste                 | Réélu à trois reprises. |